# TV Rural
TV Rural foi um dos mais duradouros e famosos programas de televisão em Portugal sobre agricultura, pecuária. 
Com autoria e apresentação de Sousa Veloso, engenheiro agrónomo de profissão, foi um dos programas com maior longevidade da televisão portuguesa.
A ideia do programa partiu do então ministro da agricultura Quartin Graça e teve a colaboração do Ministério da Agricultura e de Marcello Caetano e uma duração semanal típica de 25 minutos. 
Em 2014, era o programa com maior duração na televisão portuguesa, sendo iniciado transmissões a 6 de dezembro de 1960 até terminar em 15 de setembro de 1990, sem interrupções, sendo substituído por "À Mão de Semear" com a mesma temática. Era inicialmente transmitido em horário nobre, às 20h de domingo, mas teve muitas alterações até terminar no horário das 9h de sábado.

Ficou famosa a frase de despedida de Sousa Veloso com que terminava o programa, exceto o último: 
"despeço-me com amizade até ao próximo programa".
O nome do programa foi inspiração para dar nome à banda musical TV Rural.
Em 2013, uma iniciativa de deputados do PSD e CDS no parlamento português propunha à RTP o regresso de um programa semelhante ao TV Rural.
Em 2024, Sérgio Figueiredo propôs apresentou a criação de novos canais, com um dos canais a ser chamado de TV Rural.